# Віртуальний шторм
«Віртуальний шторм» — науково-фантастичний бойовик 2002 року у якому знялись Бай Лін й Едріан Пол.

## Сюжет
Уряд намагався створити програму, щоб керувати погодою. Ці спроби видались невдалими: програма вийшла з-під контролю та сама почала працювати, створюючи погодні катаклізми. Сильні урагани можуть знищити мільйони людей. Комп'ютерному генію Ніку вдається увійти в віртуальний світ програми, що дає шанс врятувати людство.

## У ролях
| Актор          | Роль           |
| -------------- | -------------- |
| Нік Корніш     | Нік Чейс       |
| Ванесса Марсіл | Тесс Вудворд   |
| Едріан Пол     | Невілл         |
| Бай Лін        | Скайлар        |
| Скотт Рінкер   | Мейсон         |
| Річард Кокс    | Річард Кларк   |
| Нора Данн      | Роуз Чейс      |
| Тон Лок        | Рей            |
| Coolio         | злочинець      |
| Кевін Фрай     | офіцер Клеменс |

## Створення фільму

### Виробництво
Зйомки фільму проходили в Санта-Кларіті, Каліфорнія, США.

### Знімальна група
- Кінорежисер — Террі Каннінгем
- Сценаристи — Флавія Кароцці, Террі Каннінгем, Стів Летшоу
- Кінопродюсери — Ліза М. Гансен, Пол Гертцберг
- Композитор — Шон Мюррей
- Кінооператор — Жак Гайткін
- Кіномонтаж — Ден Дункан, Даніель Дункан
- Художник-постановник — Тімоті Робертс
- Артдиректор — Майкл Дж. Бертоліна
- Художник-декоратор — Анді Бріттан
- Художник з костюмів — Бонні Штаух
- Підбір акторів — Ферн Чемпіон, Марк Паладіні[1].

## Сприйняття

### Критика
Фільм отримав негативні відгуки. На сайті Rotten Tomatoes оцінка стрічки становить 43 % на основі 1 674 відгуків від критиків (середня оцінка 2,9/5). Фільму зарахований «розсипаний попкорн» від глядачів, Internet Movie Database — 4,9/10 (655 голосів).

### Номінації та нагороди
| Нагороди та номінації фільму «Віртуальний шторм» | Нагороди та номінації фільму «Віртуальний шторм» | Нагороди та номінації фільму «Віртуальний шторм» | Нагороди та номінації фільму «Віртуальний шторм»                   | Нагороди та номінації фільму «Віртуальний шторм» | Нагороди та номінації фільму «Віртуальний шторм» |
| Рік                                              | Кінофестиваль/кінопремія                         | Категорія/нагорода                               | Номінант                                                           | Результат                                        |                                                  |
| ------------------------------------------------ | ------------------------------------------------ | ------------------------------------------------ | ------------------------------------------------------------------ | ------------------------------------------------ | ------------------------------------------------ |
| 2003                                             | Motion Picture Sound Editors                     | Найкращий монтаж звуку в direct-to-video         | Патрік М. Гріффіт, Тімоті Пірсон, Стівен М. Галвін, Стів Мак-Карті | Номінація                                        |                                                  |